# Eremobates purpusi
Eremobates purpusi är en spindeldjursart som först beskrevs av Roewer 1934.  Eremobates purpusi ingår i släktet Eremobates och familjen Eremobatidae. Inga underarter finns listade i Catalogue of Life.